# Disegno
Disegno is een term gebruikt door Giorgio Vasari om het idee, het ontwerpproces, achter een kunstwerk aan te duiden.
Disegno is de creatieve capaciteit om een design te kunnen vinden samen met de kunde om dit te realiseren met de nodige ‘voorzichtigheid’. Het sleutelwoord hier is voorzichtigheid, waarmee bedoeld wordt dat de kunstenaar tot zijn werk komt via een aantal gewikte en gewogen keuzes.
'Disegno' is een tweeledig proces: de kunstenaar dient in staat te zijn om fysiek de tekening te kunnen maken als mentaal het ontwerp te kunnen bedenken. Een goede kunstenaar kan zowel kunstwerken ontwerpen als scheppen.